# 2. florbalová liga mužů 2004/2005
2. florbalová liga mužů 2004/2005 byla druhou nejvyšší mužskou florbalovou soutěží v Česku v sezóně 2004/2005.
Základní část soutěže hrálo 12 týmů systémem dvakrát každý s každým. Prvních šest týmů postoupilo do nadstavbové části o postup, ze které první dva týmy postoupily. Dalších šest týmů hrálo ve skupině o udržení, ze které poslední tři týmy sestoupily.
Na prvních dvou postupových místech skončily týmy TJ Sokol Pardubice I a FBC Lázně Darkov (dříve 1. SC Ostrava). Pardubice nahradily sestupující Akcent Sparta Praha. Darkov se spojil s SK FBC Třinec a druhým týmem sestupujícím z 1. ligy, SK IBK Frýdek-Místek.

## Konečná tabulka soutěže
| Poř. | Tým                          | Záp.                     | Výh.                     | Rem.                     | Pro.                     | Branky                   | Body                     |
| ---- | ---------------------------- | ------------------------ | ------------------------ | ------------------------ | ------------------------ | ------------------------ | ------------------------ |
| 1.   | TJ Sokol Pardubice I         | 22                       | 17                       | 0/0                      | 5                        | 149 : 104                | 51                       |
| 2.   | FBC Lázně Darkov             | 23                       | 14                       | 4/2                      | 5                        | 143 : 910                | 48                       |
| 3.   | Tatran Střešovice B          | 23                       | 14                       | 3/1                      | 6                        | 153 : 116                | 46                       |
| 4.   | TJ Sokol Královské Vinohrady | 23                       | 12                       | 4/0                      | 7                        | 115 : 104                | 40                       |
| 5.   | TJ MEZ Vsetín                | 22                       | 8                        | 5/2                      | 9                        | 110 : 111                | 31                       |
| 6.   | SK Jihlava                   | 23                       | 8                        | 2/1                      | 13                       | 109 : 161                | 27                       |
| 7.   | SKP Litolica Nymburk         | 24                       | 10                       | 3/0                      | 11                       | 118 : 110                | 33                       |
| 8.   | Orka Stará Boleslav          | 24                       | 9                        | 2/1                      | 13                       | 196 : 102                | 30                       |
| 9.   | FBC Pepino Ostrava B         | 24                       | 8                        | 3/1                      | 13                       | 102 : 138                | 28                       |
| 10.  | FBŠ Russell Athletic Praha B | 24                       | 8                        | 2/0                      | 14                       | 100 : 123                | 26                       |
| 11.  | FBC Kooperativa Pardubice    | 24                       | 4                        | 4/0                      | 16                       | 103 : 138                | 16                       |
| 12.  | USK Slávie Ústí n/L          | Tým vystoupil ze soutěže | Tým vystoupil ze soutěže | Tým vystoupil ze soutěže | Tým vystoupil ze soutěže | Tým vystoupil ze soutěže | Tým vystoupil ze soutěže |